# Pellionia brachyceras
Pellionia brachyceras är en nässelväxtart som beskrevs av Wen Tsai Wang. Pellionia brachyceras ingår i släktet Pellionia och familjen nässelväxter. Inga underarter finns listade i Catalogue of Life.